# Wspaniałe polskie przeboje 2
Wspaniałe polskie przeboje 2 – album Stachursky’ego, wydany w 2010 roku nakładem wydawnictwa muzycznego Universal Music Polska. Jest to kolejna płyta, na której znajdują się liczne covery znanych polskich piosenkarzy i zespołów. 
Pierwszym singlem promującym wydawnictwo został utwór grupy Maanam „Kocham cię kochanie moje”.

## Lista utworów
Opracowano na podstawie materiału źródłowego.
1. „Skóra” (Aya RL)
2. „Kocham cię kochanie moje” (Maanam)
3. „Wieża radości, wieża samotności” (Sztywny Pal Azji)
4. „Ponury pejzaż” (Exodus)
5. „Runął już ostatni mur” (Tilt)
6. „Powiedz mi coś o sobie” (Bank)
7. „Na bruku” (T.Love)
8. „Zabiorę cię Magdaleno” (Vox)
9. „Nasz ostatni taniec” (Lombard)
10. „Panta rei” (Raisa Misztela)